# Азартні ігри у Північній Ірландії
Азартні ігри у Північній Ірландії — сфера економіки Північної Ірландії, що є легальною й контролюється державою, входить до економіки Британії й регулюється Законом про азартні ігри Великої Британії 2005 року. При цьому, робота наземних казино в регіоні заборонена.

## Опис
У Північній Ірландії азартні ігри (крім Національної лотереї) регулюються Законом про ставки, ігри, лотереї та розваги (NI) 1985 року. Це законодавство є застарілим та складним і не враховує сучасні технології на кшталт онлайн-казино або мобільних ставок. Закон 1985 року регулює ставки на перегони та роботу букмекерських контор, включаючи правила використання та обслуговування ігрових автоматів, ігор в клубах бінго та місцевих лотерей.
Північна Ірландія, на відміну від Британії, не має ігрового регулятора азартних ігор. У грудні 2019 року Департамент у справах громад Британії почав публічну консультацію щодо регулювання азартних ігор у Північній Ірландії. Консультації тривали з 16 грудня 2019 по 21 лютого 2020 року, вони мали на меті пошук консенсусу громади щодо відповідності чинного законодавства Британії у Північній Ірландії та розробку окремого законодавства. Загалом населення ПІ в суттєвій більшості підтримало створення незалежного грального регулятора для свого регіону.
Згідно опитування 2020 року, 63 % респондентів підтримали дозвіл на легальні азартні ігри в казино, 60 % висловились за скасування заборони на покер, бінго та інші азартні ігри в клубах і пабах. 54 % підтримали створення власного північроірландського законодавства щодо ліцензування і регулювання для онлайн-казино.
В ігрових автоматах максимальна ставка складає 30 пенсів, а максимальна виплата — 8 фунтів, 65 % респондентів висловились за підняття цього рівня до встановленого у Британії.